# Fluminense Esporte Clube
El Fluminense Esporte Clube,conocido también como Fluminense-PI, es un equipo de Fútbol de Brasil que juega el Campeonato Brasileño de Serie D, la cuarta división nacional; y en el Campeonato Piauiense, la primera división del estado de Piauí.

## Historia
Fue fundado el 31 de enero de 1938 en la ciudad de Teresina, capital del estado de Piauí, con el nombre Automóvel Esporte Clube luego de varias reuniones de un grupo de motorizados locales. El 5 de enero de 1949 el club cambia su nombre por su nombre actual por sugerencia de Belchior da Silva Barrios con la idea de atraer nuevos seguidores o aficionados del Fluminense FC de Río de Janeiro como lo hicieron anteriormente otros equipos estatales como Botafogo y Flamengo.
A nivel local ganó su primera competición estatal en 1967 cuando ganó la segunda división y ascendiendo al Campeonato Piauiense en el que permaneció por 10 años descendiendo en 1977 y apartándose del fútbol profesional, pero en sus divisiones menores continuaba activo.
El equipo regresa a las competiciones locales en 2010 participando en la Copa Piauí y en la segunda división estatal, y nueve años después regresa al profesionalismo. En 2020 el club regresa al Campeonato Piauiense tras más de 40 años de ausencia, y un año después es subcampeón estatal y con ello logra la clasificación al Campeonato Brasileño de Serie D, la Copa de Brasil y la Copa do Nordeste, sus primeras participaciones en torneos nacionales.
En su participación a fines de 2021 en la Copa do Nordeste, cayó eliminado en primera ronda, tras perder en tanda de penales ante Imperatriz. A comienzos de 2022, debuta en la Copa de Brasil, venciendo en primera ronda a Oeste por 2-0, mientras que en segunda ronda cayó eliminado por Santos en tanda de penales. Posteriormente, se consagró campeón por primera vez del Campeonato Piauiense, esto tras ser el mejor equipo en la primera fase, eliminar en semifinales al 4 de Julho y ganar al Parnahyba en la final gracias a la ventaja deportiva. En su debut en la Serie D, fue ubicado en el grupo 5, donde terminó en quinta posición de ocho equipos, quedando eliminado tras hacer 17 puntos en 14 partidos, a solo 3 de poder pasar a la siguiente fase.

## Palmarés
- Campeonato Piauiense (1): 2022
- Campeonato Piauiense Série B (2): 1967, 2020